# Dietrich von Sümmern
Dietrich von Sümmern (* im 14. Jahrhundert; † 1377) war Domherr in Münster.

## Leben
Dietrich von Sümmern entstammte dem Geschlecht der Herren von Sümmern. Seine genaue genealogische Abstammung ist nicht überliefert. Er
findet am 7. April 1367 als Archidiakon zu Billerbeck urkundliche Erwähnung und wird am 23. August 1369 unter den 18 Domherren an elfter Stelle genannt. Nach seinem Tode bat der katholische Geistliche Heinrich von Diepenbrock um die frei gewordene Präbende.